# 오타정 (아키타현)
오타정(太田町) 아키타현 중앙부에 위치했던 정이다. 2005년 3월 22일 주변의 정촌을 합병하여 다이센시가 되어 소멸했다. 2005년 3월 22일 주변 시정촌과 합병하여 다이센시가 되었다. 합병 후에도 다이센시 오타초로서 지명이 남아 있다.

## 지리
마을의 동부는 오우 산맥에 의한 산악 지대가 되어 있어 북동부에서 시라이와다케를 사이에 두고 인접한 가쿠다테정이나, 오우 산맥을 넘어 이와테현 사와우치촌의, 자동차나 철도에 의한 직접적인 연락로는 없다. 마을의 서쪽은 대부분은 논으로서 이용되는 평지와로, 마을의 경계가 되고 있는 북단의 사이나이 강을 시작으로, 쿠보세키 강이나 가와구치 강이, 동쪽에서 서쪽으로 흐르고 있다.

## 역사
- 1889년 - 나가시다촌, 요코사와촌이 성립하였다.
- 1955년 - 나가시다촌, 요코사와촌과 합병해 오타촌이 되었다.
- 1969년 - 정으로 승격하였다.
- 2005년 3월 22일 - 주변 시정촌과 합병해 다이센시가 되었다.